# ساشینو
ساشینو (انگلیسی: Sashino) یک شهرک در شهرستان فیودوروفسکی استان باشقیرستان کشور روسیه است.